# Křížová cesta (Borová Lada)
Křížová cesta v Borových Ladech na Prachaticku se nachází cca 900 metrů jihovýchodně od obce a vede k poutní kapli svaté Anny.

## Historie
Křížovou cestu tvoří čtrnáct zděných výklenkových kapliček stojících po obou stranách cesty vedoucí od poutní kaple svaté Anny.
Původní kaple byla postavena roku 1860 se zasvěcením Povýšení svatého Kříže. Jejími donátory byli Franz a Dorote Müller z Borových Lad. U této kaple byla postavena zděná křížová cesta se čtrnácti zastaveními a 18. září 1864 byl poblíž na návrší vztyčen železný kříž, jehož zhotovení též zaplatili manželé Müllerovi.
U kaple se pravidelně konala anenská pouť (Annafest). Roku 1944 byla tradice poutí přerušena, v roce 1950 byla odsloužena v kapli ještě jedna mše. V roce 1956 byla kaple stržena a zničeny byly i okolní kříže a zastavení křížové cesty. Zachoval se pouze železný kříž na konci křížové cesty od manželů Müllerových.
Roku 2001 byly poutě obnoveny. Nově postavená kaple byla vysvěcena 30. července 2006 při slavnostní bohoslužbě Msgr. Karlem Jaroslavem Fořtem. Ten zde roku 1950 v neděli na svatou Annu sloužil poslední slavnostní mši. Nedlouho po ní, před svým připravovaným zatčením, emigroval.
Poblíž kaple údajně byla studánka s křišťálovou vodou, které bývala přisuzována zázračná moc.